# Домнинская, Ирина Павловна
Ирина Павловна Домнинская (род. 18 сентября 1953, СССР) — советская и российская актриса театра и кино. Заслуженная артистка России (2004).

## Биография
Ирина Домнинская родилась 18 сентября 1953 года. Окончила ГИТИС (курс А. А. Гончарова) в 1977 году, и с того же 1977 года является актрисой театра им. Маяковского. В разное время играла в спектаклях: «Банкрот» А.Н. Островского (Устинья Наумовна), «Энергичные люди» (Соня), «Бег» (Проститутка-красавица), «Леди Макбет Мценского уезда» (Аксинья), «Пойти и не вернуться» (Маня), «Жизнь Клима Самгина» (Вера Петровна), «Иван-царевич» (Варвара), «Закат» (Двойра) и других.
Играет в МХТ им. Антона Чехова и участвует в спектаклях антрепризы LA' ТЕАТР, играла в спектакле «Восемь женщин и...» на сцене Театра «Миллениум» (2008).
В кино получила известность как характерная и острохарактерная актриса. Сниматься Ирина Домнинская начала еще во второй половине 80-х. В 1986 году она сыграла в ряде телевизионных спектаклей, поставленных Главной редакцией литературно-драматических программ ЦТ: «Переход на летнее время» (секретарша директора Варвара), «Жизнь Клима Самгина» (Вера Петровна), «Дождь будет» (Тренчикова). Затем последовали эпизоды в фильмах: «Под знаком Красного креста», «Время летать» и др.
Широкая известность к Ирине Домнинской пришла уже в новом веке. Яркая характерная актриса с запоминающейся внешностью оказалась востребована новым российским кинематографом, и предложения стали следовать одно за другим. Как правило, актрисе достаются небольшие роли, но каждое ее появление не остается незамеченным. Да и как можно позабыть ее колоритных мадам с шикарными формами, обладающих бешенным напором. Как, например, ее учительница в 182-м выпуске «Ералаша» («Дую спик инглиш?»). Среди героинь Ирины Домнинской: Абуева в сериале «Остановка по требованию», Талалаева в комедии «ДМБ: Снова в бою», Петровна в мелодраме «Четвертое желание», администратор ресторана в фантастическом боевике «Дневной дозор», Журова в сериале «Студенты», Брандахлыстова в сериале «Полонез Кречинского», Вера Михайловна в сериале «Маргоша».

## Творчество

### Роли в театре
- «Банкрот» (А. Н. Островского) — Устинья Наумовна
- «Энергичные люди» (В. М. Шукшина) — Соня
- «Бег» (М. А. Булгакова) — Проститутка-красавица
- «Леди Макбет Мценского уезда» (Н. С. Лескова)— Аксинья
- «Пойти и не вернуться» — Маня
- «Жизнь Клима Самгина» (А. М. Горького)— Вера Петровна
- «Иван-царевич» — Варвара
- «Закат» (И.э. Бабеля) — Двойра
- «Женитьба» (Н. В. Гоголя) — Арина Пантелеймоновна
- «Жертва века» — Глафира Фирсовна
- «Дети Ванюшина» — Генеральша Кукарникова

LA' Театр:
- «8 женщин и…»
- «Второе дыхание»
- «Женитьба Бальзаминова» (А. Н. Островского)
- «Шаман с Бродвея»[8]

### Фильмография
- 1987 — Время летать — дежурная
- 1987 — Под знаком Красного креста
- 1992 — На Дерибасовской хорошая погода, или На Брайтон-Бич опять идут дожди — полная дама в ресторане
- 1994 — Заколдованные — Знаменская
- 1996 — Возвращение «Броненосца» — Барбут-Константиновская
- 2000 — Брат 2 — эпизод (в титрах — Ирина Домницкая)
- 2000 — Маросейка, 12 — главврач роддома
- 2000 — Новый год в ноябре — женщина с ружьём
- 2000 — Редакция — Изольда
- 2001 — Дальнобойщики (10-я серия «Лёха») — Капа
- 2001 — ДМБ: Снова в бою — Талалаева
- 2001 — Остановка по требованию-2 — Абуева
- 2001 — Пятый угол — дама
- 2001 — 2002 — Простые истины — няня Виолетта Самсоновна (262-я серия)
- 2002 — Даже не думай — мать Белого
- 2002 — Невозможные зелёные глаза — Гертруда
- 2002 — Приключения мага — первая дама, дама на фуршете
- 2003 — Желанная — администраторша
- 2003 — Козлёнок в молоке — мать Надюхи
- 2003 — С ног на голову — арестованная
- 2003 — Четвертое желание
- 2003 — Невеста по почте (Италия-США-РФ) — кассирша
- 2004 — Афромосквич — бабушка
- 2004 — Даша Васильева. Любительница частного сыска-2
- 2004 — Самара-городок
- 2005 — Бальзаковский возраст, или Все мужики сво... 2
- 2005 — Солдаты 3 — Маргарита Наумовна Воронцова
- 2005 — Дневной Дозор
- 2005 — Запасной инстинкт — консьержка
- 2005 — Плата за любовь — Зоя
- 2005 — С Новым годом, папа! — Контролёр
- 2005 — Студенты — Журова, заведующая радио, ответственная по хозяйству
- 2006 — Всё смешалось в доме... — Анна Ильинична Заболоцкая
- 2006 — Тюрьма особого назначения — сотрудница тюрьмы
- 2006 — Человек в футляре, Человек в пальто и Человек во фраке — «Физичка»
- 2007 — Агентство «Алиби»
- 2007 — Дар Божий — Елена Неверова
- 2007 — Любовь-морковь — Дама во дворце бракосочетания
- 2007 — Солдаты 12 — Маргарита Наумовна Воронцова
- 2008 — ГИБДД и т.д. — тёща Сазонова
- 2008 — Глухарь — Роза, потерпевшая
- 2008 — Происшествие в городе М
- 2009 — Огни большого города — Алевтина
- 2010 — Мой грех — чиновница в горздраве
- 2009 — Маргоша — Мать Марии Васильевой
- 2010 — Однажды в милиции — литераторша
- 2011 — Ловушка для Буратино
- 2011 — Папины дочки — Римма Карловна, редактор канала «ТВ-8 Москва»
- 2011 — Ключи от счастья. Продолжение — Раиса
- 2011 — Метод Лавровой — Зинаида Ивановна
- 2011 — Срочно в номер-3 — Клавдия Субботина
- 2012 — Гром — Мария
- 2012 — Свидание — Анна
- 2012 — Схватка — жена Сёмы
- 2014 — Золотая невеста — Полина Макаровна

### Киножурнал «Фитиль»
- 2004 — Выпуск № 21 (новелла «Голосуй или пролетаешь!») — работница РЭО
- 2007 — Выпуск № 133 (новелла «Строго по закону») — Клавдия Ивановна
- 2007 — Выпуск № 137 (новелла «Почём картошечка?») — женщина на рынке

### Киножурнал «Ералаш»
- 2002 — Выпуск № 150 (сюжет «Террорист»)[9] — Анна Ивановна, учительница
- 2004 — Выпуск № 171 (сюжет «Змея»)[10] — учительница
- 2005 — Выпуск № 182 (сюжет «Ду ю спик инглиш?»)[11] — учительница английского языка